# One Night's Anger
„One Night's Anger“ (v albánském originále Zemërimi i një nate, česky Hněv noci) je píseň albánské zpěvačky Hersi. Byla vybrána k reprezentaci Albánie na Eurovision Song Contest 2014 v Dánsku po vítězství v 52. ročníku Festivali i Këngës — národním albánském výběru.